# Слободна отаџбина
Слободна отаџбина (јерм.Ազատ Հայրենիք, Азат Хаиреник) је владајућа политичка партија у Републици Арцах. (звана република Нагорно Карабах до 2017. године). 
Ову политичку снагу тренутно води бивши премијер и садашњи председник Арајик Арутјуњан који је победио на председничким изборима 2020. године. 

## Резултати парламентарних избора
|   | Избори | Гласови добијени | %      | Укупно места у скупштини |
| - | ------ | ---------------- | ------ | ------------------------ |
| 1 | 2005   | 15.931           | 26,7%  | 10                       |
| 2 | 2010   | 29.252           | 44,2%  | 14                       |
| 3 | 2015   | 32.632           | 47,35% | 15                       |
| 4 | 2020   | 29.688           | 40,4%  | 16                       |

## Резултати локалних избора[2]
|   | Избори | Освојене заједнице |
| - | ------ | ------------------ |
| 1 | 2004   | 0                  |
| 2 | 2007   | 2                  |
| 3 | 2011   | 2                  |
| 4 | 2015   | 36                 |
| 5 | 2019   | 61                 |